# Отмар Шнайдер
Отмар Шнайдер  (нім. Othmar Schneider, 27 серпня 1928, Лех-ам-Арльберг, Австрія — 25 грудня 2012) — австрійський гірськолижник, олімпійський чемпіон.

## Виступи на Олімпіадах
| Олімпіада              | Дисципліна       | Місце |
| ---------------------- | ---------------- | ----- |
| Осло 1952              | швидкісний спуск | 2     |
| Осло 1952              | слалом           | 1     |
| Кортіна д'Ампеццо 1956 | слалом           | 12    |